# Los Notables

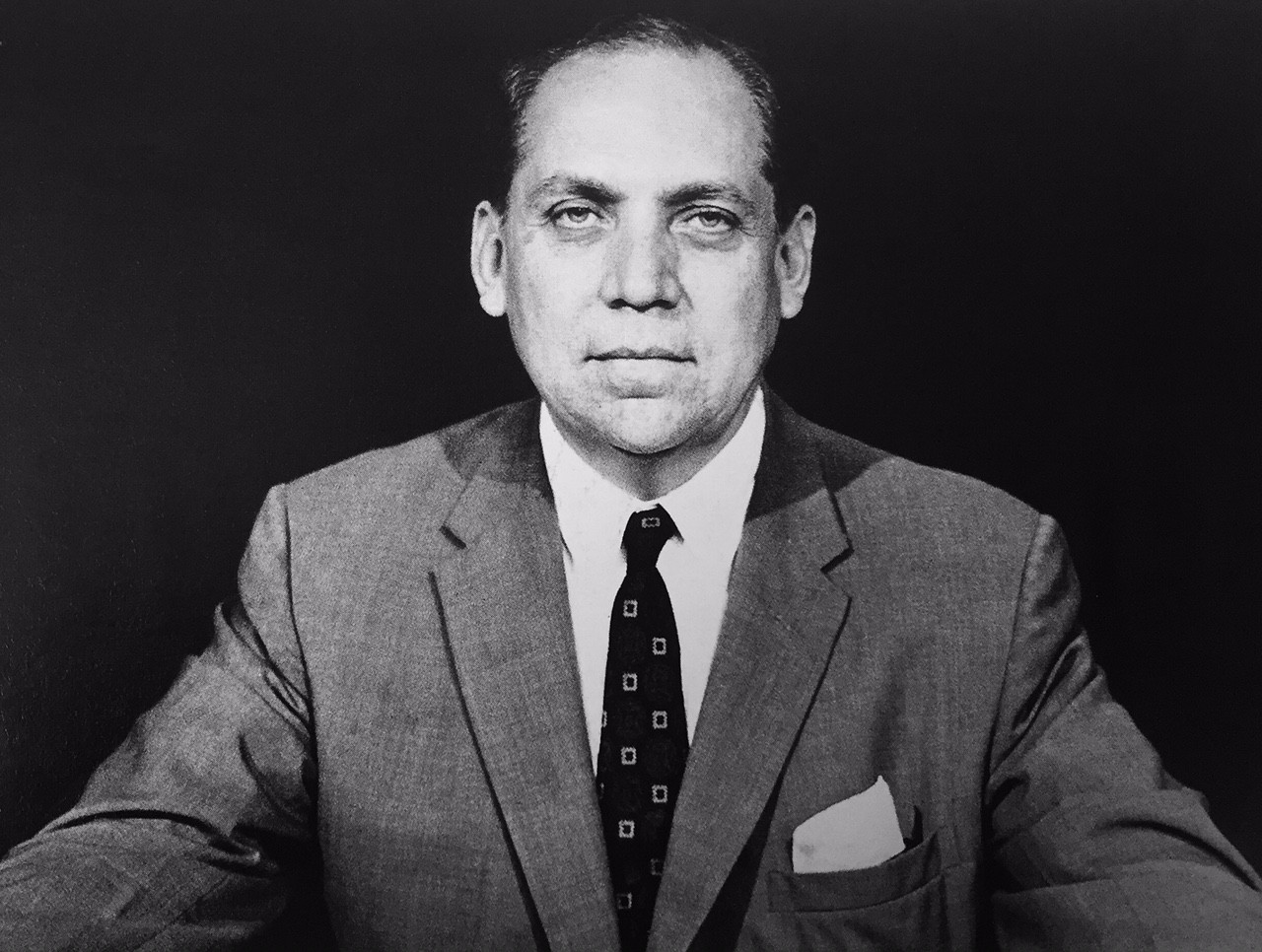
Arturo Uslar Pietri, figura principal de Los Notables

Los Notables fueron un grupo de intelectuales venezolanos formado en 1990 y encabezado por Arturo Uslar Pietri críticos del segundo gobierno de Carlos Andrés Pérez que propusieron la implementación de varias reformas públicas. El grupo posteriormente exigiría la implementación de sus propuestas, demandaría la renuncia o destitución de Carlos Andrés y criticaría a otras instituciones del Estado, incluyendo a la Corte Suprema de Justicia y el sistema judicial venezolano, el Consejo Supremo Electoral, el Congreso y los partidos políticos. Más adelante llegó a sugerirse que miembros del grupo pudieron estar involucrados en las conspiraciones posteriores contra el gobierno de Carlos Andrés, incluyendo el primer y el segundo intento golpe de Estado de Venezuela de 1992. En el grupo también suelen ser incluidos Rafael Caldera y Ramón Escovar Salom, fiscal general de Venezuela.

## Antecedentes
Después del boom petrolero de los años 70, la economía venezolana entró en crisis a raíz del endeudamiento en el cual incurrió el primer gobierno de Carlos Andrés Pérez. En este sentido y, a partir de la caída de los precios del petróleo en los años 1980, comenzó una ralentización económica paulatina mientras el Estado venezolano aumentaba su recaudación y gastos, lo que causó una devaluación de la moneda en 1983. A partir de entonces las políticas económicas de los gobiernos de Luis Herrera Campíns y Jaime Lusinchi no fueron capaces de frenar las espirales inflacionarias, generando desconfianza en las inversiones y pérdida de credibilidad en la moneda nacional. Algunas de las medidas que aplicaron estos gobiernos para frenar los efectos estructurales fueron la instauración del Régimen de Cambio Diferencial (RECADI), durante el gobierno de Herrera Campins, y un control de precios, durante el gobierno de Lusinchi, medidas que devinieron en corrupción administrativa y mercados negros de divisas y bienes. Carlos Andrés Pérez, electo como candidato de Acción Democrática el 4 de diciembre de 1988, empieza una serie de medidas económicas liberalizadoras como respuesta a la crisis conocida como El Gran Viraje.[cita requerida]
Durante su presidencia, la animadversión personal hacia Carlos Andrés de algunos sectores de la sociedad se unió al rechazo por las medidas económicas, causando un acuerdo entre la derecha y la izquierda política en su rechazo hacia Pérez. Carlos Andrés se desempeñó como Ministro de Relaciones Interiores durante el gobierno de Rómulo Betancourt, donde jugó un papel importante contra la lucha antiguerrillera, lo que había generado resentimiento en sectores de la izquierda. Durante el primer gobierno de Andrés Pérez, Ramón Escovar Salom fue removido como Ministro de Relaciones Exteriores. Acción Democrática también estuvo involucrada en el golpe de Estado de Venezuela de 1945 contra el gobierno de Isaías Medina Angarita, donde Arturo Uslar Pietri había ocupado el cargo de Ministro de Relaciones Interiores; dicho golpe impidió las aspiraciones políticas de Uslar Pietri, incluyendo la posibilidad de ser presidente de Venezuela.

## Historia
El 10 de agosto de 1990, un grupo de intelectuales en el que destacaba Arturo Uslar Pietri se organizó como asociación civil y publicó una carta abierta dirigida al presidente Carlos Andrés Pérez, proponiendo reformas electorales y judiciales. El grupo posteriormente empezaría a ser conocido como «Los Notables» y los firmantes fueron los siguientes:
- Arturo Luis Berti
- Alfonzo Ravard
- Alfredo Boulton
- Arnoldo Gabaldón
- Arturo Uslar Pietri
- Carlos Guillermo Rangel
- Domingo F. Maza Zabala
- Elías Rodríguez Azpúrua
- Eloy Lares Martínez
- Ernesto Mayz Vallenilla
- Hernán Méndez Castellanos
- Ignacio Iribarren
- Isbelia Sequera Segnini
- Jacinto Convit
- José Melich Orsini
- José Román Duque Sánchez
- José Santos Urriola
- José Vicente Rangel
- María Teresa Castillo
- Martín Vegas
- Miguel Ángel Burelli Rivas
- Pastor Oropeza
- Pedro A. Palma
- Rafael Pizani
- Tulio Chiossone

El 25 de agosto, Arturo Uslar Pietri propone la creación de la figura de primer ministro, y el 3 de diciembre el grupo de Los Notables publica un segundo documento en el que se quejan del Ejecutivo y de los partidos políticos por no tomar en cuenta su exigencia de elecciones uninominales y de reforma judicial.
El 30 de julio de 1991, Los Notables publican un tercer documento exigiendo la satisfacción de sus demandas como respuesta a la crisis nacional. En una entrevista a El Nacional, Uslar Pietri declara el 17 de noviembre que si a la crisis venezolana no se le dan respuestas puede producirse un golpe de Estado. El 1 de diciembre, Uslar Pietri nuevamente declara en el programa Primer Plano de RCTV que «sería idiota negar la posibilidad de un golpe».
Para 1992 el grupo había obtenido un renombre y prestigio significantes, ayudados por su trayectoria académica. Más adelante llegó a sugerirse que miembros del grupo pudieron estar involucrados en las conspiraciones posteriores contra el gobierno de Carlos Andrés, incluyendo el primer y el segundo intento golpe de Estado de 1992. Después del intento de golpe de Estado del 4 de febrero Los Notables procedieron a presionar y a exigir mayores demandas, entre las que se encontraban críticas contra la Corte Suprema de Justicia y el sistema judicial venezolano, el Consejo Supremo Electoral (exigiendo la reforma judicial y la electoral que incluyera el voto uninacional), los partidos políticos, el Congreso y el gobierno de Carlos Andrés. Después del golpe, Uslar Pietri declaró que "sería muy grave pensar" que los militares alzados fueran solo «unos locos que tiraron la parada» ya que con otros venezolanos compartían «un soberano disgusto por la manera en que funcionaba el gobierno».
En una sesión extraordinaria del Congreso Nacional con motivo del intento de golpe de Estado, el entonces senador Rafael Caldera emitió el siguiente discurso:

No es la repetición de los mismos discursos que hace treinta años se pronunciaban cada vez que ocurría algún levantamiento lo que responde a la preocupación popular. [...] Es difícil pedirle al pueblo que se inmole por la libertad y por la democracia, cuando piensa que la libertad y la democracia no son capaces de darle de comer. [...] 

Esta situación no se puede ocultar. El golpe militar es censurable y condenable en toda forma, pero sería ingenuo pensar que se trata solamente de una aventura de unos cuantos ambiciosos que por su cuenta se lanzaron precipitadamente y sin darse cuenta de aquello en que se estaban metiendo. [...] 

Quiero decir que esto que estamos enfrentando responde a una grave situación que está atravesando Venezuela. Yo quisiera que los señores jefes de Estado de los países ricos que llamaron al presidente Carlos Andrés Pérez para expresarle su solidaridad en defensa de la democracia entendieran que la democracia no puede existir si los pueblos no comen. [...] 

Esto lo está viviendo el país. Y no es que yo diga que los militares se alzaron hoy o que intentaron la sublevación que ya felizmente ha sido aplastada (por lo menos en sus aspectos fundamentales) se hayan levando por eso, pero eso les ha servido de base, de motivo, de fundamento, o por lo menos de pretexto para realizar sus acciones.
Discurso ante el Congreso con motivo del decreto de la suspensión de garantías, 4 de febrero de 1992.

Un informe confidencial elaborado por la Dirección de los Servicios de Inteligencia y Prevención (DISIP) en marzo de 1992 para el presidente Carlos Andrés vinculaba a Arturo Uslar Pietri y a Douglas Bravo de participar en el intento de golpe de Estado. A pesar de su confidencialidad, fue ampliamente divulgado por la prensa local y causó malestar entre los mencionados en la conspiración, quienes desmintieron toda implicación. La conexión con los intelectuales del grupo de Los Notables se debió a su coincidencia de exigir la renuncia de los magistrados de la Corte Surpema de Justicia, lo que fue planteado en un acto público en el hotel Hilton después del golpe, en presencia de Douglas Bravo, Francisco Prada Barasarte (conexión de Hugo Chávez) y Tarek William Saab.
Después del primer intento de golpe, Carlos Andrés creó el Consejo Consultivo para recomendar políticas nuevas. Varias de las propuestas realizadas por el Consejo recogían planteamientos del grupo de Los Notables.
Posteriormente, uno de los líderes del segundo intento golpe de Estado el 27 de noviembre de 1992, Francisco Visconti, declaró desde su refugio en Iquitos, Perú, que los conspiradores estaban más inclinados a acercarse a algunos civiles para su intentona y consideraron gobernar con algunos miembros Los Notables. Sin embargo, Visconti negó que Uslar Pietri estuviera involucrado en el movimiento.
Uno de los miembros de Los Notables, José Vicente Rangel, denunció en su programa de televisión la presunta malversación en el uso de una partida secreta de Carlos Andrés Pérez. La acusación es recogida por el fiscal general Ramón Escovar Salom, a quien Pérez había nombrado en el cargo, pese a la hostilidad existente entre ambos.
El grupo de los Notables insistió en la gravedad de la crisis del país y en la necesidad de la renuncia de Carlos Andrés para permitir soluciones «duraderas» hasta su destitución en 1993. En marzo de 1993, el fiscal general Ramón Escovar Salom introdujo una solicitud de antejuicio de mérito en contra presidente Andrés Pérez por el delito de «peculado doloso» y «malversación» de 250 millones de bolívares de una partida secreta por cuyo manejo era responsable. El 20 de mayo de 1993 se conoció la ponencia solicitada por la Corte Suprema de Justicia al presidente magistrado Gonzalo Rodríguez Corro, declarando con lugar la solicitud de antejuicio de mérito. Al día siguiente, el 21 de mayo, el Congreso Nacional autorizó el juicio, separando a Carlos Andrés del cargo de la presidencia. Durante el proceso se reveló que dicho dinero había sido utilizado para ayuda internacional a la presidenta Violeta Chamorro en Nicaragua. El juicio tuvo diversas irregularidades. En un artículo del Diario de Caracas de 1993 se señaló que la investigación estuvo viciada en sus orígenes, que sus motivaciones fueron políticas, que las primeras decisiones se dictaron bajo presión y que se desconocieron garantías fundamentales.
Siendo entrevistado por el historiador venezolano Agustín Blanco Muñoz en su libro «Yo sigo acusando! Habla CAP», Carlos Andrés Pérez responsabiliza al grupo de su destitución y declara que estuvieron motivados por una revancha por haberlos removido del poder en 1945.